# Futur (gramàtica)
En gramàtica, un temps futur és una forma verbal que generalment marca l'esdeveniment descrit pel verb com a no succeït encara, però que s'espera que passi en el futur.
En català, el futur verbal s'expressa a través de les terminacions é, às, à, em, eu, an, afegides a l'infinitiu (excepte en els verbs irregulars). També existeix el futur compost, que es forma amb el verb "haver" en futur i el participi del verb a conjugar. Altres paraules, com els adverbis o els sintagmes nominals amb funció de circumstancial de temps, poden ajudar a expressar el futurs.